# Trichocline crispata
Trichocline crispata là một loài thực vật có hoa trong họ Cúc. Loài này được Cabrera miêu tả khoa học đầu tiên.